# Dualband digital mobiltelefon
En dualband eller dual-band mobiltelefon er en GSM telefon der kan anvendes med to frekvensbånd, i Danmark typisk 900 MHz og 1800 MHz.
De første GSM mobilnetværk i Danmark anvendte 900 MHz, men senere blev også 1800 MHz taget i anvendelse i Danmark. Det betød, at mobiltelefoner der kun understøttede 900 MHz ikke kunne anvendes på de nyere netværk. Dualband telefonen løser dette problem.
I dag anvendes 900 MHz og 1800 MHz i hele Europa, og alle mobiltelefoner der udbydes til salg i Danmark er dualband.
I andre lande anvendes andre frekvensbånd, og dualband telefoner med andre kombinatoner af bånd kan forekomme.
Ordet dualband kommer af engelsk dual band, for to bånd.